# Kiss Sándor (informatikus)

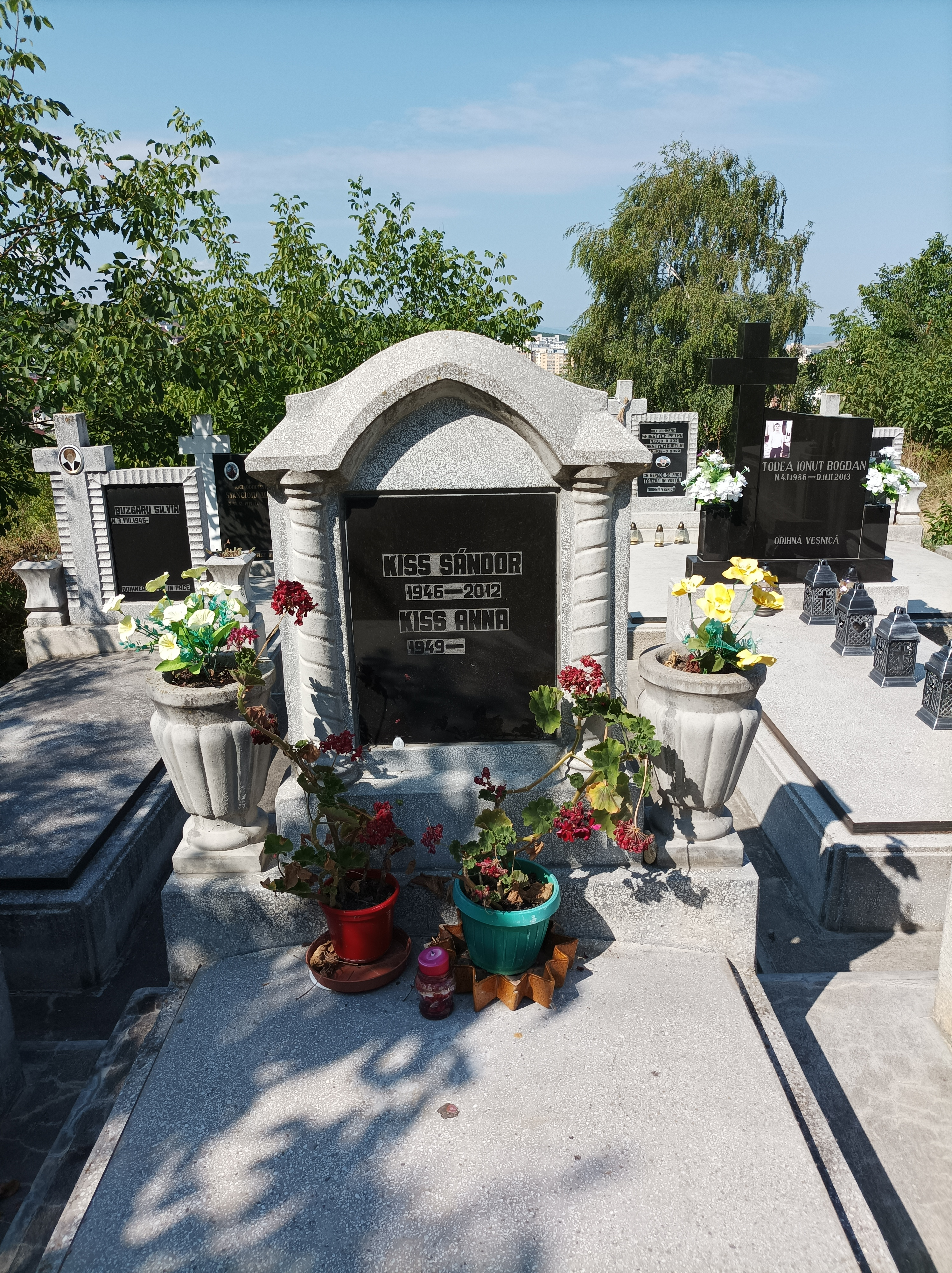
Sírja a kolozsvári Monostori temető déli részében

Kiss Sándor (Feketelak, 1946. november 9. – Kolozsvár, 2012. november 19.) informatikus, vállalkozó.

## Életútja
Földműves családból származott, apja Kiss János, anyja Kiss Julianna. Szamosújvárott érettségizett (1964), a Babeș–Bolyai Egyetemen informatikusi képesítést nyert (1969). A kolozsvári Számítástechnikai Intézet tudományos alkalmazottja, majd főkutatója, rendszertervező volt 1969 és 1996 között. Részt vett a Felix C–32, Felix C–64 román számítógépek Fortran fordítóprogramjának tervezésében és megvalósításában. Tagja volt annak a csoportnak, amely elkészítette az első romániai személyi számítógépet, a PRAE-t és annak változatait. Beszédfeldolgozással, alakfelismeréssel is foglalkozott. 1996-tól a Praemium Soft cégnél gazdasági szoftverek kifejlesztésében vett részt, a cég ügyvezetője volt.

## Kötete
- Programozási alapismeretek és algoritmusok a gyakorlatban (társszerző Jodál Endre, Bukarest, 1984).

## Családja
1971-ben nősült, pedagógusnőt vett feleségül, két fiúgyermeket (Loránd; Tamás Előd) neveltek fel.

## Társasági tagság
- Erdélyi Magyar Műszaki Tudományos Társaság (EMT) tagja volt.[4]